# Cofradía del Santo Entierro (Molina de Segura)
La Cofradía del Santo Entierro es una Cofradía de la Semana Santa de Molina de Segura, región de Murcia, España. Desfila cada Viernes Santo por las calles de esta localidad. Es una de las procesiones más populares de Molina de Segura y su titular, el Santo Cristo Yacente, llamado popularmente como el Cristo de la Cama, uno de los más venerados.

## Historia
La Cofradía del Santo Entierro de Molina de Segura se funda en el año 1991, siendo erigida canónicamente el día 3 de marzo de dicho año por el Obispo de la Diócesis D. Javier Azagra. Recuperar para Molina la procesión de Viernes Santo con el Señor de la Cama, fue el objetivo que propició la fundación de esta cofradía. Con el desfile del año 2001 se celebró el décimo aniversario, y en 2011 se llevaron a cabo los actos de celebración de los 20 años de su fundación. La Sede se encuentra en la calle Santo Sepulcro de Molina de Segura, y en su interior se encuentra la Capilla del Santo Cristo Yacente, acompañado de la Virgen de la Soledad. La cofradía está formada por 800 hermanos cofrades aproximadamente, que participan en el desfile como penitentes, estantes, mayordomos, etc.
En el año 2011 la Cofradía cumplió el 20º aniversario,y en el año 2016 se espera celebrar los 25 años de su fundación.
En el año 2017 cumplidos sus 25 años, es invitada la Asociación de Fieles de la Iglesia Católica, Aso 0106  "Orden de los Pobres Caballeros de Cristo" (Templarios Católicos) para realizar la custodia del Cristo Yacente en su procesión del Viernes Santo.

## Actividades
A lo largo del año, además de los preparativos de la procesión, la cofradía organiza diversas actividades como conciertos, un belén navideño, exposiciones fotográficas, etc. 
También ha colaborado a lo largo de los años con Cáritas, la Parroquia de la Asunción, Jesús Abandonado y el Centro de Acogida de Menores.

## Procesión
La procesión del Viernes Santo parte de la sede de dicha cofradía , iniciando con la imagen del Cristo del Consuelo, después la Piedad, seguida por la imagen de María Magdalena y el Santo Cristo Yacente, y culminando con la imagen de la Soledad. 
La procesión recorre la calle del Santo Sepulcro, calle Mayor, calle la Estación, Paseo Rosales, Plaza de la Región Murciana, calle de la Cultura, calle del Pensionista, Plaza de la Iglesia, calle de la Consolación, Plaza de la Inmaculada, y de vuelta a su capilla en la calle del Santo Sepulcro. 
La duración media del recorrido es de tres horas.

## Sede
La Cofradía del Santo Entierro cuenta con una Sede propia desde el año 1996, habiéndose llevado a cabo la inauguración de la misma el día 30 de marzo de dicho año. Se encuentra situada en la calle del Santo Sepulcro y acoge en su interior una capilla con la imagen titular conocida popularmente como El Señor de la Cama, y la Virgen de la Soledad, ambas obras del escultor molinense Bernabé Gil Riquelme.

## Imágenes
- El Santísimo Cristo de la Cama, obra del escultor local Bernabe Gil Riquelme.
- La Santísima Virgen de la Soledad, obra de Bernabe Gil Riquelme.
- La Santísima Virgen de la Piedad, realizada por José Hernández Navarro.
- Santa María Magdalena al pie de la Cruz realizada por José Hernández Navarro.
- Santo Cristo del Consuelo, obra de José Hernández Navarro.